# 米子市立義方小学校
米子市立義方小学校（よなごしりつ ぎほうしょうがっこう）は、鳥取県米子市義方町にある市立小学校。

## 概要
1927年の市制を施行時（旧市内）に市役所を中心に有った小学校（明道、義方、啓成、就将）。
校名の由来は、「愛子教之以義方」。なお所在地の義方町は、義方小学校からつけられた。
学校経営の方針
- 学校教育目標

人間性豊かなたくましい子の育成
- 校訓

義方　正しい行いをする子
剛健　強くたくましい子
仁愛　思いやりの心をもつ子
進取　進んでものごとをする子
- めざす子ども像

正しく、より善く生きようとする子ども（義方）
強い心とたくましい体をもつ子ども（剛健)
平和を愛し、思いやりの心をもつ子ども（仁愛）
進んで学び、新しいものを創り出す子ども（進取）
輝け！しゃちっ子・・・かんがえる子　がんばる子　やさしい子　きたえる子
- 学校経営方針

個が輝く楽しい学校づくり（子どもが主役の学校づくり）

## 沿革
- 1873年（明治6年）4月1日 - 寺町瑞仙寺及び安国寺の本堂を義方小仮校舎に充用し男子児童を収容し、同町妙善寺の本堂を知新小学校の仮校舎に充用し女子児童を収容し創立[2]。
- 1878年（明治11年）9月14日 - 寺町新校舎落成。義方・知新の両校を合併し義方小学校と名称。
- 1886年（明治19年）1月19日 - 旗ヶ崎村に分校として旗ヶ崎簡易小学校開校。
- 1893年（明治26年）1月20日 - 旗ヶ崎簡易小学校を分校から独立し住吉尋常小学校として開校。
- 1899年（明治32年）9月3日 - 西町新校舎落成式挙行。
- 1906年（明治39年）4月25日 - 米子町立第二商業補修学校設置。
- 1907年（明治40年）4月1日 - 高等科を併置。
- 1909年（明治42年）4月1日 - 義務教育年限延長および児童増加のため就将校開校。
- 1945年（昭和20年） - 米子医学専門学校（現・鳥取大学医学部）開設により西町の校舎を提供し、同年廃校となった旧角盤国民学校校舎に移転。
- 1952年（昭和27年） - 立町[3]の現在地に移転[4]
- 1954年（昭和29年）6月21日 - 角盤校舎への感謝決別式。

## 学校行事
| - 4月 - 入学式 - 5月 - 6月 | - 7月 - 8月 - 9月 | - 10月 - 11月 - 12月 | - 1月 - 2月 - 3月 - 卒業式 |

## 通学区域
平成17年4月1日現在の校区の町名。
- 岩倉町、内町、尾高町、角盤町3丁目、角盤町4丁目、上後藤2丁目の一部、上後藤3丁目の一部、義方町、三本松1～3丁目、三本松4丁目の一部、立町1～4丁目、寺町、天神町1～2丁目、灘町1～3丁目、旗ヶ崎1丁目、旗ヶ崎2丁目の一部、旗ヶ崎3丁目の一部、花園町、三旗町の一部、米原、米原1丁目の一部、米原2丁目、米原3丁目の一部

## 進学先中学校
- 米子市立後藤ヶ丘中学校

## 著名な関係者
出身者
- 入江聖奈（アマチュアボクシング選手）
- 大屋翼（サッカー選手）
- 中田浩二（サッカー選手）
- 三上紗也可（飛込競技選手）
- 藤原聡（ミュージシャン）

教職員
- 友松文雄（教育者、元校長）